# 齊藤飛鳥
齊藤 飛鳥（さいとう あすか、1982年 -）は、日本の小説家、児童文学作家。別名義に羽生 飛鳥（はにゅう あすか）。

## 経歴
神奈川県に生まれる。上智大学文学部史学科を卒業する。専攻は、日本中世史。大学在学中は、日本児童文学者協会の通信講座で村山早紀のもとで教えを受けた。
2010年、童心社より『おコン草子』を刊行し、児童文学作家としてデビューする。2017年、『へなちょこ探偵24じ』で宇都宮市立中央図書館主催の第33回うつのみやこども賞を受賞する。
同年、『禿髪殺し』が東京創元社主催の第14回ミステリーズ！新人賞で最終候補作品に選ばれる。翌2018年、歴史ミステリ『屍実盛』で第15回ミステリーズ！新人賞を受賞。
2021年、羽生飛鳥名義でミステリーズ！新人賞候補作・受賞作を含む連作短編集『蝶として死す 平家物語推理抄』を刊行。同年、同作で第4回細谷正充賞を受賞。『ミステリマガジン』2022年1月号掲載の「ミステリが読みたい！ 2021年版」では国内篇第10位となりミステリデビュー作で最も順位が高かった作品に与えられる新人賞国内篇を受賞した。以降、主に児童文学では齊藤飛鳥、大人向けのミステリなどでは羽生飛鳥の名義を用いている。

## 人物
幼い頃から、アーサー・コナン・ドイル『シャーロック・ホームズシリーズ』やモーリス・ルブラン『アルセーヌ・ルパンシリーズ』などの児童向け作品に接している。大学時代は、はやみねかおる『名探偵夢水清志郎事件ノート』シリーズや松原秀行『パソコン通信探偵団事件ノート』、芦辺拓『ネオ少年探偵シリーズ』などを読んでいる。大学卒業後は、エラリー・クイーンやアガサ・クリスティなどの作品に熱中したとしている。好きな小説として、岡田鯱彦『薫大将と匂宮』、ルース・ホワイト『ベルおばさんが消えた朝』、金庸『雪山飛狐』を挙げている。

## ミステリ・ランキング
- 週刊文春ミステリーベスト10
  - 2022年 - 『揺籃の都 平家物語推理抄』17位

- このミステリーがすごい!
  - 2022年 - 『蝶として死す 平家物語推理抄』24位

- 本格ミステリ・ベスト10
  - 2023年 - 『揺籃の都 平家物語推理抄』16位

- ミステリが読みたい!
  - 2022年 - 『蝶として死す 平家物語推理抄』10位
  - 2023年 - 『揺籃の都 平家物語推理抄』28位

## 作品リスト

### 単行本

#### 小説
齊藤飛鳥名義
- 『おコン草子』（2010年10月 童心社）
- 『おコン絵巻お澄ヶ淵の大蛇』（2014年3月 翠琥出版）
- 『子鬼と暮らせば 長月山の仙人さま』（2015年6月 翠琥出版）
- 『へなちょこ探偵24じ』（2015年11月 童心社）
- 『子ども食堂かみふうせん』（2018年11月 国土社）
- 『シニカル探偵 安土真 (1)結成！放課後カイケツ団』（2023年8月 国土社）
- 『シニカル探偵 安土真 (2)七草館の大冒険』（2023年12月 国土社）
- 『シニカル探偵 安土真 (3)写生大会はトラブルいっぱい！』（2024年3月 国土社）
- 『シニカル探偵 安土真 (4)呪いの音楽堂』（2024年7月 国土社）
- 『シニカル探偵 安土真 (5)さくらの小さな冒険』（2023年12月 国土社）
- 『シニカル探偵 安土真 (6) 暗号地図を解読せよ！』（2025年7月 国土社）

羽生飛鳥名義
- 『蝶として死す 平家物語推理抄』（2021年4月 東京創元社 ミステリ・フロンティア / 2024年3月 創元推理文庫）
  - 収録作品：「禿髪殺し」 / 「葵前哀れ」 / 「屍実盛」 / 「弔千手」 / 「六代秘話」

- 『揺籃の都 平家物語推理抄』（2022年6月 東京創元社 ミステリ・フロンティア）
- 『歌人探偵定家 百人一首推理抄』（2024年6月 東京創元社）
  - 収録作品：「くもがくれにし よはのつきかな」 / 「かこちがほなる わがなみだかな」 / 「からくれなゐに みづくくるとは」 / 「もみぢのにしき かみのまにまに」 / 「しのぶることの よわりもぞする」

- 『賊徒、暁に千里を奔る』（2024年11月 KADOKAWA）
  - 収録作品：「真珠盗」 / 「顛倒」 / 「妖異瀬戸内海」 / 「汗牛充棟綺譚」 / 「雪因果」

- 『女人太平記』（2025年8月 PHP研究所）

#### エッセイなど
羽生飛鳥名義
- 『『吾妻鏡』にみる ここがヘンだよ！ 鎌倉武士』（2022年9月 PHP研究所）

### アンソロジー収録
齊藤飛鳥名義
- 「妖と稚児」 - 『妖がささやく』（小川英子、佐々木江利子編、2015年8月 翠琥出版）

羽生飛鳥名義
- 「弔千手」（再録） - 『本格王2021』（本格ミステリ作家クラブ編、2021年6月、講談社文庫）

### 単行本未収録作品

#### 小説
齊藤飛鳥名義
- 「楽園を夢見て」 - 『日本児童文学』2014年1・2月号（日本児童文学者協会編、2014年1月 小峰書店）

羽生飛鳥名義
- 「悪僧独尊謎解き善行」 - 『小説新潮』2021年10月号
- 「白拍子微妙 鎌倉にて曲水の宴に立ち会うこと」 - 『小説すばる』2025年6月号

齊藤（羽生）飛鳥名義
- 「『監視⇔監視』――『エクリプス・フェイズ』ソロアドベンチャー「流れよわが涙、と監視官は言った」リプレイ小説」 - 『SF Prologue wave』（2021年12月7日）。TRPGリプレイ小説
- 「『鈍腕センティネルは今日も断崖絶壁』――『エクリプス・フェイズ』ソロアドベンチャー「哀しみのオルガスマシン」リプレイ小説」 - 『SF Prologue wave』（2022年3月13日）
- 「『近くて遠い居候の君』――『エクリプス・フェイズ』ソロアドベンチャー「頭脳、それは魂の監獄」リプレイ小説」 - 『SF Prologue wave』（2022年5月10日）
- 「『カササギの栄光』――『エクリプス・フェイズ』ソロアドベンチャー「既知宇宙（ノウンスペース）の鍵、二つの指輪」リプレイ小説」 - 『SF Prologue wave』（2022年7月12日）
- 「『タコ型義体の金星限定処世訓』――『エクリプス・フェイズ』ソロジャーナル「タコ型義体着装記」リプレイ小説」 - 『SF Prologue wave』（2024年3月11日）
- 「モンスター！モンスター！TRPGソロアドベンチャー『猫の女神の冒険』リプレイ」 - 『FT新聞』No.4320 - 4376（2024年11月21日 - 2025年1月16日）

#### エッセイなど
羽生飛鳥名義
- 「のりがたり」 - 『小説すばる』2022年4月号 集英社
- 「告白します 主人公を推理しながら書いていました」 - 『小説 野性時代』2022年9月号 KADOKAWA
- 「畠山、和田、朝夷名… 鎌倉武士は、超人級の筋肉自慢がいっぱい！」 - 『歴史街道』2022年11月号、PHP研究所